# Dirk Baert

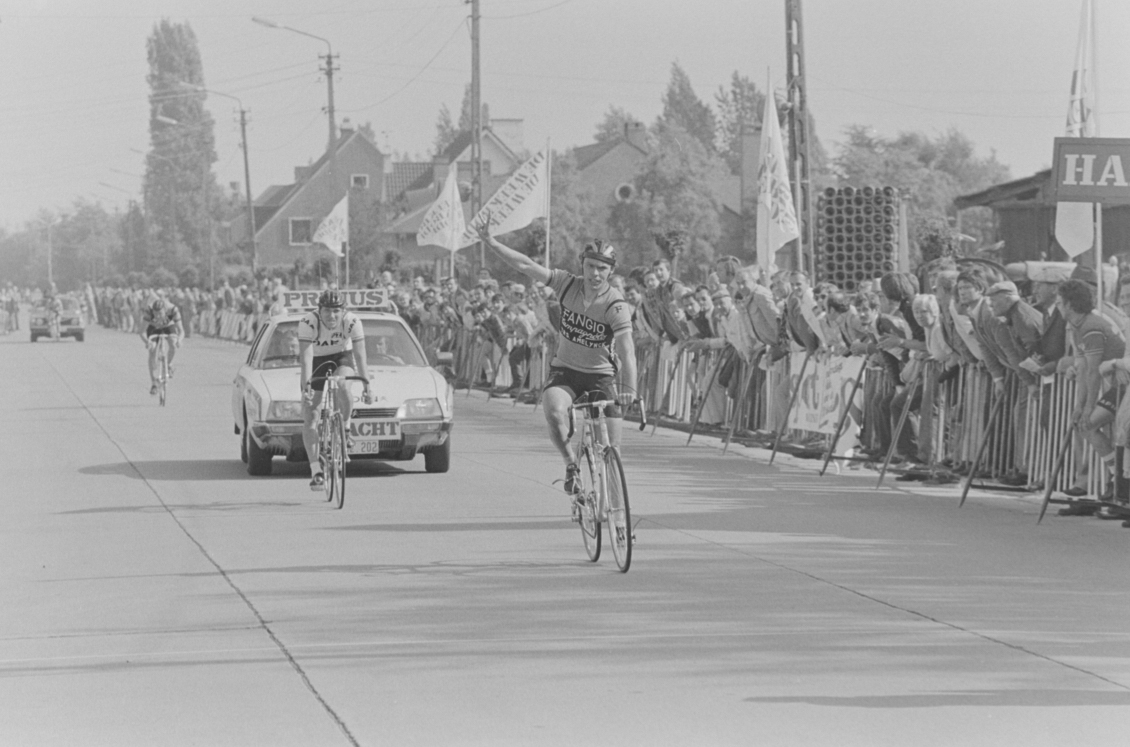
von links nach rechts: Ronny Vanmarcke, Dirk Heirweg, Dirk Baert (1980)

Dirk Baert (* 14. Februar 1949 in Zwevegem) ist ein ehemaliger belgischer Radrennfahrer und Weltmeister.
Dirk Baert litt in seiner Jugend an Kinderlähmung, konnte die Krankheit jedoch überwinden und Radsport betreiben. 1969 wurde er Belgischer Meister der Amateure im 1000-Meter-Zeitfahren auf der Bahn im Tandemrennen gemeinsam mit Willy De Bosscher. 1970 sowie 1974 bis 1977 wurde er Belgischer Meister in der Einerverfolgung, 1981 noch ein weiteres Mal. In seinem letzten Rennen wurde er 1984 Belgischer Meister im Omnium, nachdem er siebenmal Zweiter hinter Patrick Sercu geworden war.
Bei den Olympischen Spielen 1968 in Mexiko-Stadt trat Dirk Baert auf der Bahn im 1000-Meter-Zeitfahren an, konnte aber nur den 18. Platz belegen. 1971 errang Dirk Baert den Weltmeistertitel in der Verfolgung bei den Titelkämpfen in Varese; bei den Weltmeisterschaften 1972 und 1975 wurde er jeweils Dritter.
Von 1970 bis 1984 fuhr Baert Radrennen als Profi. In dieser Zeit gelangen ihm insgesamt 83 Siege, viele davon bei kleineren Straßenradrennen nahezu ausschließlich in Belgien. 1984 trat er vom Leistungsradsport zurück.
Nach Ende seiner aktiven Laufbahn arbeitete Baert als Trainer, u. a. zwei Jahre lang der belgischen Straßen-Nationalmannschaft (Amateure). Zwei Jahre lang betreute er die PR für das Panasonic-Team. Weitere zwei Jahre lang trainierte Baert die belgische Bahn-Nationalmannschaft, anschließend die belgischen Straßenmeisterinnen Ine Wannijn und Ludivine Henrion. Zudem ist er als Versicherungsmakler und Sportberater tätig.